# Olmsted Brothers

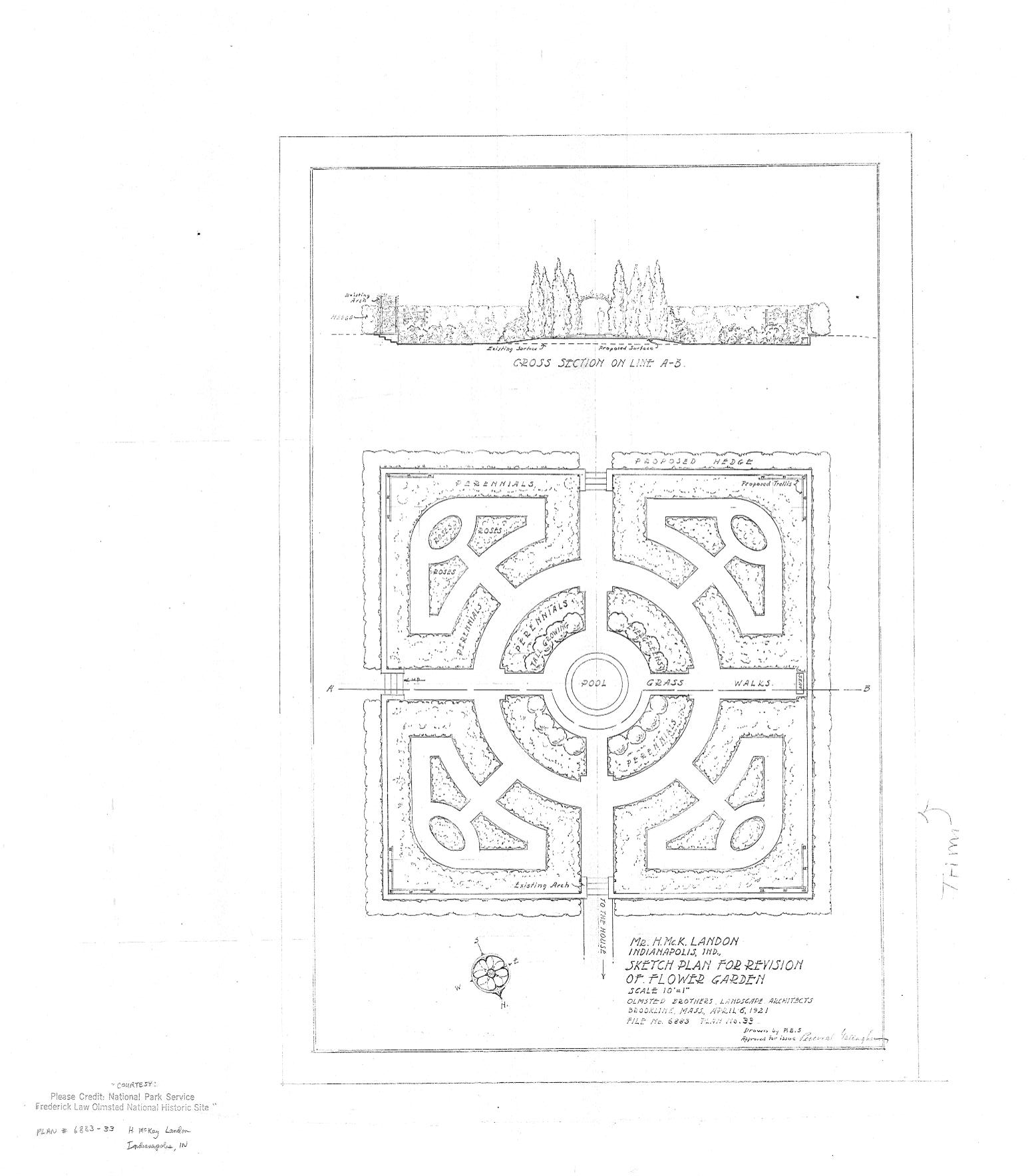
Un plan de cambios en el "Jardín Formal" de la finca 'Oldfields' (trabajo de Olmsted nº 6883) Indianápolis, Indiana.

Olmsted Brothers es una firma de arquitectos paisajistas de los  Estados Unidos; esta fue fundada en 1898 por John Charles Olmsted (1852-1920) y Frederick Law Olmsted, Jr. (1870-1957), que habían heredado la empresa de su padre, Frederick Law Olmsted. 
Los dos hermanos son también partícipes fundadores de la American Society of Landscape Architects y han jugado un papel muy importante en la creación del National Park Service de Estados Unidos.